# Лоїс Дункан
Лоїс Дункан Штейнметц (англ. Lois Duncan; нар. 28 квітня 1934 — пом. 15 червня 2016) — американська письменниця, сценаристка та журналістка, авторка підліткової літератури й літератури з елементами саспенсу. Авторка роману «Я знаю, що ви зробили минулого літа».

## Біографія
Народилася у Філадельфії в штаті Пенсільванія у сім'ї відомих фотографів Лоїс та Джозефа Дженні Штейнмец. Виросла в Сарасоті у Флориді. З 10 років почала писати невеликі оповідання і надсилати їх в журнали. Вперше її роботу надрукували, коли їй було 13.
У 1952—1953 роках вчилася в Дюкському університеті. Університет закінчити не змогла, бо ще в 1951 одружилася і завела сім'ю. Тимчасово підробляла журналістикою, публікуючи статті в різних журналах. Написала понад 300 статей в журналах «Ladies 'Home Journal», «Redbook», «McCall's», «Good Housekeeping» і «Reader's Digest».
У шлюбі народила трьох дітей — Робіна, Бретта і Керрі. У 1959 розлучилася та переїхала в Альбукерке в Нью-Мексико, де викладала журналістику в Університеті Нью-Мексико. Там 1977 року здобула ступінь бакалавра мистецтв з англійської мови. 1965 року одружилася з Дональдом Аркеттом і народила ще двох дітей — Дональда мол. і Кейтлін.
Дункан найбільше відома романами для підлітків. Деякі з них були екранізовані. Найвідомішою є екранізація, знята за романом «Я знаю, що ви зробили минулого літа» (жовтень 1973). Однак незадоволена екранізацією. Вона заявила, що її драматичний молодіжний роман перетворили в комедію жахів. 2009 року була екранізована її інша книга — «Готель для собак» (1971). У цьому фільмі головну роль зіграла Емма Робертс, а сама Данкан знялася в масовці.
16 липня 1989 року її 18-річну доньку Кейтлін застрелили в Альбукерке, Нью-Мексико, коли вонаповерталася на машині додому від друга. За версією поліції, Кейтлін стала випадковою жертвою перестрілки. Проте Данкан провела власне розслідування з опитуванням друзів доньки і дійшла висновку, що вбивство було здійснене в'єтнамською бандою, яка займалася страховим шахрайством і поширенням наркотиків. В цю банду входив бойфренд Кейтлін. Свою теорію вона описала 1992 року в книзі «Хто вбив мою дочку?». 2001 року сказала в інтерв'ю, що її донька була вбита через те, що «підняла руку на організовану злочинність, яка перебувала під захистом певних законодавців». Однак поліція не взяла до уваги цю версію.

## Екранізації
- Незнайомець в нашому домі (1978)
- Вбити містера Гріффіна (1997)
- Я знаю, що ви зробили минулого літа (1997)
- Я чекала тебе (1998)
- Не озирайся (1999)
- Заручники (2000)
- Готель для собак (2009)
- Незнайомець з моїм обличчям (2009)
- Темні коридори (2018)